# Levobunolol
El levobunolol es un medicamento que se utiliza en oftalmología para el tratamiento del glaucoma de ángulo abierto y la hipertensión ocular. Se administra en forma de gotas oftálmicas directamente sobre la conjuntiva del ojo.

## Mecanismo de acción
Su mecanismo de acción es un bloqueo igualmente eficaz en los sitios de los receptores adrenérgicos β1 y β2. Se encuentra emparentado con otros fármacos que tienen unas indicaciones y modo de actuación muy similares, como el timolol, carteolol y betaxolol.

## Efectos secundarios
Aunque se administra en forma de colirio, puede absorberse, pasar a la sangre y provocar efectos secundarios que aunque no muy frecuentes, deben ser tenidos en cuenta. Entre ellos se encuentran el broncoespasmo y la bradicardia. Estos efectos puede ser perjudicial para personas que presenten asma, EPOC, bloqueo auriculoventricular e insuficiencia cardiaca.